# أو دي أنوسيك
أو دي أنوسيك (بالإنجليزية: O. D. Anosike)‏ مواليد 3 يناير 1991 في جزيرة ستاتن، هو لاعب كرة سلة أمريكي. بدأ مسيرته الاحترافية في سنة 2013. يلعب مع بالاكانسترو فاريزي كلاعب وسط. يحمل الرقم 1. يبلغ طوله 6 قدم 8 بوصة (2.0 م).

## المسيرة الاحترافية
لعب مع فيكتوريا يبرتاس بيزارو في الدوري الإيطالي في موسم 2013–2014، ثم لعب مع ستراسبورغ أي جي في الدوري الفرنسي في سنة 2014، ثم لعب مع إس إس فليتشي سكاندون في الدوري الإيطالي في موسم 2014–2015، ثم لعب مع نادي إيه إي كي لكرة السلة في سنة 2015، ثم لعب مع نيو باسكت برينديزي في الدوري الإيطالي في سنة 2016، ثم لعب مع بالاكانسترو فاريزي في سنة 2016.

## روابط خارجية
- أو دي أنوسيك على موقع الدوري الأوروبي لكرة السلة (الإنجليزية)
- أو دي أنوسيك على موقع الدوري الإسباني لكرة السلة (الإسبانية)
- أو دي أنوسيك على موقع كرة السلة الأوروبية.كوم (الإنجليزية)
- أو دي أنوسيك على موقع كلية كرة السلة في سبورتس رفرنس.كوم (الإنجليزية)
- أو دي أنوسيك على موقع ريلجم (الإنجليزية)
- أو دي أنوسيك على موقع بروبوليرز (الإنجليزية)
- أو دي أنوسيك على موقع سبورتس رفرنس (الإنجليزية)